# Raimund Schelcher

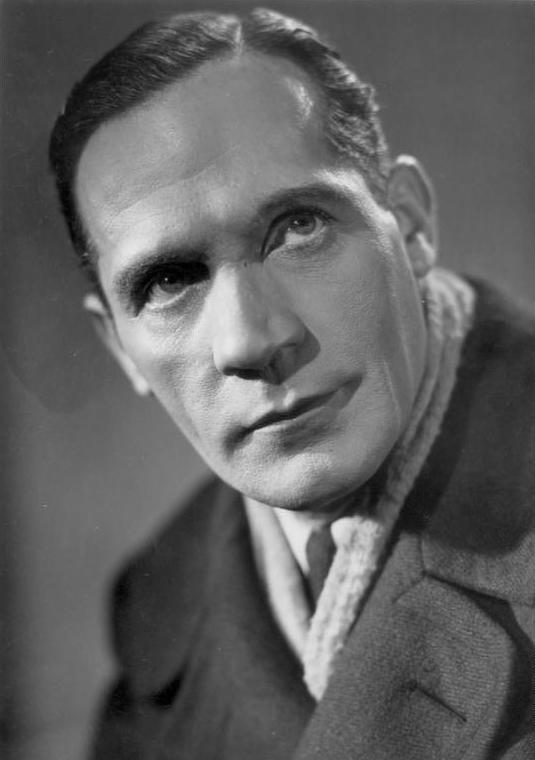
Raimund Schelcher, 1951

Raimund Schelcher (* 27. März 1910 in Daressalam; † 27. März 1972 in Berlin) war ein deutscher Schauspieler.

## Leben
Im damaligen Deutsch-Ostafrika als Sohn des aus Dresden stammenden Eisenbahningenieurs Gerhard Schelcher und einer Violinistin geboren, kam er mit seinen Eltern vierzehnjährig nach Deutschland, wo er 1924 bis 1928 die Oberrealschule Köln-Kalk besuchte. Nach der Mittleren Reife fand er zum Theater. Von 1928 bis 1930 nahm er Schauspielunterricht an der Städtischen Schauspielschule Köln.
1930 debütierte er als Ferdinand in Kabale und Liebe am Stadttheater Gießen. 1933 wechselte er zum Neuen Theater in Frankfurt am Main, 1934/35 spielte er am Deutschen Schauspielhaus in Hamburg, 1935 bis 1938 in Leipzig und schließlich am Schillertheater in Berlin. 1939 erhielt er seine ersten Filmrollen.
Aus unbekannten Gründen wurde er kurz vor Beginn des Zweiten Weltkrieges am 28. August 1939 von der Gestapo verhaftet und als Soldat einem „Bewährungsbataillon“ zugeteilt. Er wurde viermal verwundet, bevor er in sowjetische Kriegsgefangenschaft geriet. Nach seiner Entlassung 1949 nahm er am Theater Bremen seinen Beruf wieder auf. 1950 ging er an das im Ostteil Berlins liegende Deutsche Theater und gastierte an der Volksbühne. Seit 1953 wirkte er am Berliner Ensemble. Schelcher spielte unter anderem den Narren in Was ihr wollt, Jakob in Gorkis Die Feinde und Simon Chachava in Brechts Der kaukasische Kreidekreis.
Daneben wurde Schelcher in den 1950er Jahren ein vielbeschäftigter DEFA-Schauspieler. Durch seine scharfgeschnittenen Gesichtszüge war er im Film der ideale klassenbewusste Proletarier wie in den beiden Thälmann-Filmen oder der verständnisvolle VP-Kommissar in Berlin – Ecke Schönhauser…
In späteren Jahren wurde der an Alkoholproblemen leidende Schauspieler nur noch gelegentlich eingesetzt. Er war in erster Ehe mit der Schauspielerin Lore Hansen, später mit Annelies Wanckel verheiratet.
Sein schriftlicher Nachlass befindet sich im Archiv der Akademie der Künste in Berlin.

## Darstellung Schelchers in der bildenden Kunst der DDR
- Gerhard Rommel: Raimund Schelcher (Porträtplastik, Bronze, 1966)[2]

## Filmografie
- 1938: Das unsterbliche Herz
- 1939: Robert Koch, der Bekämpfer des Todes
- 1950: 0 Uhr 15 Zimmer 9
- 1951: Die Sonnenbrucks
- 1951: Das Beil von Wandsbek
- 1951: Der Untertan
- 1952: Geheimakten Solvay
- 1954: Ernst Thälmann – Sohn seiner Klasse
- 1954: Der Fall Dr. Wagner
- 1954: Leuchtfeuer
- 1955: Wer seine Frau lieb hat …
- 1955: Der Ochse von Kulm
- 1955: Ernst Thälmann – Führer seiner Klasse
- 1955: Alles im Eimer (Kurzspielfilm)
- 1956: Der Richter von Zalamea
- 1956: Schlösser und Katen – Der krumme Anton
- 1957: Schlösser und Katen – Annegrets Heimkehr
- 1957: Lissy
- 1957: Wo Du hingehst…
- 1957: Urlaub auf Sylt (Kurzfilm, Sprecher)
- 1957: Nebenan (Kurzspielfilm)
- 1957: Berlin – Ecke Schönhauser…
- 1957: Spur in die Nacht
- 1957: Gejagt bis zum Morgen
- 1958: Jahrgang 21
- 1958: Der Prozeß wird vertagt
- 1958: Das Lied der Matrosen
- 1959: Erich Kubak
- 1960: Das Leben beginnt
- 1960: Schritt für Schritt
- 1960: Fünf Tage – Fünf Nächte
- 1961: Der Arzt von Bothenow
- 1961: Gewissen im Aufruhr (TV-Fünfteiler)
- 1962: Die schwarze Galeere
- 1962: Die Entdeckungen des Julian Böll
- 1962: Die Jagd nach dem Stiefel
- 1962: Die letzte Chance (TV)
- 1963: An französischen Kaminen
- 1966: Die Tage der Commune (Theateraufzeichnung)
- 1966: Die Ermittlung (Theateraufzeichnung)
- 1966: Oben fährt der große Wagen (TV)
- 1967: Geschichten jener Nacht (Episode 1)
- 1969: Die Damen aus Genua (TV-Dreiteiler)
- 1970: Steinreich (TV-Serie Erlesenes)
- 1970: Der Sonne Glut (TV-Vierteiler)
- 1971: Die Verschworenen (TV-Vierteiler)
- 1971: Trotz alledem!
- 1971: Der Staatsanwalt hat das Wort: Zwei Promille (TV-Reihe)

## Hörspiele
- 1950: Wie kann es sein, dass Kapitän Brown seine Wette verlor – Regie: Werner Stewe (Berliner Rundfunk)
- 1952: Nikolai Gogol: Die Heirat – Regie: Gottfried Herrmann (Berliner Rundfunk)
- 1953: Friedrich Wolf: Krassin rettet Italia – Regie: Joachim Witte (Hörspiel – Berliner Rundfunk)
- 1953: Herbert Torbeck/Manda Torbeck: Die letzte Meldung (Craux) – Regie: Wolfgang Schonendorf (Hörspiel – Berliner Rundfunk)
- 1953: Nikolai Gogol: Die toten Seelen (Petruschka, Kutscher) – Regie: Richard Hilgert (Hörspiel – Berliner Rundfunk)
- 1953: Friedrich Karl Kaul: Aktevermerk F (Gustav Holz, Treuhänder) – Regie: Peter Brang (Hörspiel – Berliner Rundfunk)
- 1954: Günther Rücker: Zehn Jahre später (Mann) – Regie: Günther Rücker (Dokumentarhörspiel – Rundfunk der DDR)
- 1955: Jan de Hartog: Schiff ohne Hafen (Dr. Richters, Schiffsarzt) – Regie: Lothar Dutombé (Hörspiel – Rundfunk der DDR)
- 1959: Joachim Ret: Die Zange (Brigadier) – Regie: Werner Grunow (Rundfunk der DDR)
- 1961: Bernhard Seeger: Unterm Wind der Jahre (Semmel) – Regie: Theodor Popp (Hörspiel – Rundfunk der DDR)
- 1971: Bertolt Brecht: Die Tage der Commune (Pierre Langevin) – Regie: Manfred Wekwerth/Joachim Tenschert (Hörspiel – Litera)

## Auszeichnungen
- 1960: Verdienstmedaille der Nationalen Volksarmee in Silber für Schritt für Schritt
- 1961: Nationalpreis der DDR für seine Rolle als Fritz Weiler im Stück Frau Flinz